# Our Happy Hardcore
Our Happy Hardcore — другий альбом німецького гурту Scooter, який вийшов 28 березня 1996 року.

## Трекліст
1. «Let Me Be Your Valentine» — 5:42
2. «Stuttgart» — 4:52
3. «Rebel Yell» — 3:57
4. «Last Minute» — 2:57
5. «Our Happy Hardcore» — 5:25
6. «Experience» — 4:56
7. «This Is A Monster Tune» — 4:22
8. «Back In The U.K.» — 3:25
9. «Hysteria» — 5:18
10. «Crank It Up» — 4:08

## Сингли
1. «Back In The U.K.» (1995)
2. «Let Me Be Your Valentine» (1996)
3. «Rebel Yell» (1996)